# الکس بونو
الکس بونو (انگلیسی: Alex Bono؛ زادهٔ ۲۵ آوریل ۱۹۹۴) بازیکن فوتبال اهل ایالات متحده آمریکا است.
از باشگاه‌هایی که در آن بازی کرده‌است می‌توان به باشگاه فوتبال تورنتو اشاره کرد.
وی همچنین در تیم‌های ملی فوتبال United States men's national under-18 soccer team و ایالات متحده آمریکا بازی کرده‌است.